# Mehrfamilienhaus Catharinenstraße 1
Das Mehrfamilienhaus Catharinenstraße 1, Ecke Elisabethstraße, in der niedersächsischen Kreisstadt Cuxhaven im Landkreis Cuxhaven stammt vom Ende des 19. Jahrhunderts.
Aktuell (2024) wird es für Wohnungen genutzt.
Das Gebäude steht unter Denkmalschutz (siehe auch Liste der Baudenkmale in Cuxhaven).

## Geschichte und Beschreibung
Ab 1892 wurde westlich des Grünen Wegs ein Wohngebiet auf den Ländereien der Gärtnerei Otto Höpcke neu erschlossen. Stil-, material- und regionstypische ein- bis viergeschossige Bauten der Zeit entstanden. Die Straße entstand 1892/94, die Bürgersteige 1912. Sie wurde nach Catharina Höpcke, der Mutter des Erbauers, benannt. Ein geschlossenes Bild blieb erhalten mit schmalen Häusern, oft noch mit originalen Einfriedungen der Vorgärten. Sieh auch Gruppe Wohn- und Geschäftshäuser Catharinenstraße.
Das zweigeschossige traufständige verputzte historisierende Gebäude auf Keller mit schiefergedecktem Mansarddach mit barocken Gauben und einem Dachhaus wurde um 1894/95 gebaut. Die Fassaden wurden gestaltet in Backstein mit horizontalen Bändern als Putzornamentik, mit Gesimsen und Fensterrahmungen, mit Rundbogenfenstern im EG und mit klassizistischen Traufkonsolen sowie Triglyphen und Fächerrosetten im Fries und eine Brüstung als Balustrade zweier Fenster im OG.
Das Landesdenkmalamt befand u. a.: „… Vermutlich das erste Haus dieser Straße war das um 1895 errichtete Wohnhaus Catharinenstraße 1 …“